# Cybaeopsis euopla
Espèce
Synonymes
- Callioplus euoplus Bishop & Crosby, 1935

Cybaeopsis euopla est une espèce d'araignées aranéomorphes de la famille des Amaurobiidae.

## Distribution
Cette espèce se rencontre aux États-Unis au Maine, au Wisconsin et au Minnesota et au Canada dans les Territoires du Nord-Ouest, en Colombie-Britannique, en Alberta, au Saskatchewan, au Manitoba, en Ontario, au Québec, au Nouveau-Brunswick, en Nouvelle-Écosse et en Terre-Neuve-et-Labrador,.

## Description
Le mâle holotype mesure 5 mm et les femelles de 4,5 à 5,5 mm.

## Publication originale
- Bishop & Crosby, 1935 : A new genus and two new species of Dictynidae (Araneae). Proceedings of the Biological Society of Washington, vol. 48, p. 45-48 (texte intégral).